# Donkere torenslak
De donkere torenslak (Merdigera obscura) is een slakkensoort uit de familie van de Enidae. De wetenschappelijke naam van de soort werd in 1774 voor het eerst geldig gepubliceerd door Otto Friedrich Müller.

## Kenmerken
De dextrale, ovaal-conische schelp van de donkere torenslak is 8,5 tot 10,5 mm hoog en 3 tot 4 mm breed. Er zijn zes tot zeven windingen. De eerste windingen zijn matig goed convex aan de omtrek, de laatste windingen zijn zeer vlak gewelfd. Jongere exemplaren hebben nog steeds een kegelvormige schaal met gekantelde windingen aan de basis. De mond is eivormig en puntig naar boven; de eivorm staat schuin op de lengteas van de schelp. De witachtige tot lichtrode mondranden zijn slechts licht gebogen en slechts licht verdikt. De bevestigingspunten van de openingrand aan de vorige winding zijn niet verbonden door een callus. De snuit is tandeloos. De navel heeft de vorm van een brede spleet.
De schelpen zijn geelachtig hoornkleurig tot kastanjebruin. De schaal is relatief dun, het oppervlak mat. Het oppervlak van de embryonale windingen is glad, de volgende kransen hebben enigszins onregelmatige radiale plooien of groeistroken. De schelpen zijn echter vaak, vooral bij jonge dieren, bedekt met een film van opgedroogd slijm dat aan elkaar plakt met aarde en resten van uitwerpselen.
Het zachte lijf van de dieren is grijs tot donkergrijs gekleurd. De zijkanten van het lichaam en de voet zijn iets lichter. De bovenste tentakels zijn relatief lang. De onderste tentakels reiken daarentegen slechts ongeveer een kwart van de lengte van de bovenste tentakels.

## Verspreiding en leefgebied
Het verspreidingsgebied van de donkere torenslak strekt zich uit van Noordwest-Afrika over grote delen van Europa tot West-Azië (Oezbekistan). Het strekt zich uit naar het noorden tot Ierland, Schotland en Zuid-Finland, en verder naar het oosten tot de regio Moskou. In Nederland komt deze soort voornamelijk voor in Zuid-Limburg, met enkele waarnemingen in de rest van het land.
De donkere torenslak is onverschillig voor rotsen en bewoont matig vochtige, open leefgebieden zoals rijen hagen, muren en rotsen, maar ook meer schaduwrijke locaties zoals loofbossen. Het verbergt zich in spleten in muren en rotsen, onder dood hout, stenen en bladeren. Bij regenachtig weer kruipt ze rond en klimt ze in bomen. In de Alpen stijgt hij tot 2200 meter boven de zeespiegel, in Bulgarije tot 2000 meter.

## Levenswijze
De 12 tot 20 iets langwerpige eieren (1,3 x 1,5 mm) worden tussen mei en oktober afzonderlijk gelegd. De jongen komen na ongeveer twee weken uit. In het tweede jaar worden de dieren geslachtsrijp. Vooral jonge dieren lijmen hun schild aan elkaar met een film van slijm van aarde en uitwerpselen om zichzelf te camoufleren. De dieren zijn daardoor erg moeilijk te herkennen op stenen en hout. De schelp wordt tijdens het kruipen heel rechtop gedragen, slechts licht naar rechts gekanteld.